# 德州理工大學管理學院

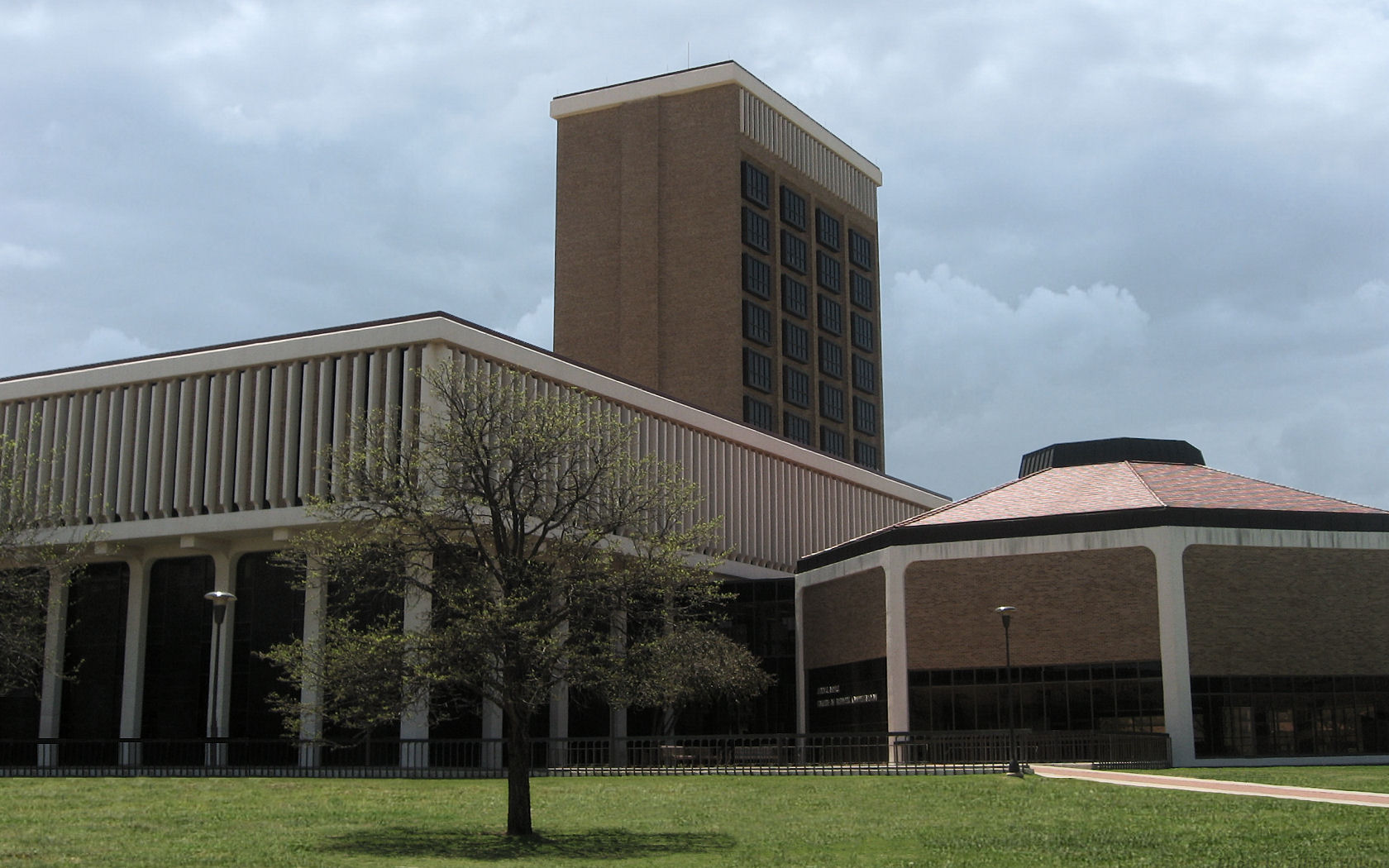
德州理工大學管理學院

德州理工大學管理學院 （Jerry S. Rawls College of Business Administration）成立於1942年，目前擁有109名教員及4,369位學生，其中研究生佔475人。2007年，美國商業周刊評等此學院為約800所公立商學院中的第45名，U.S. News & World Report則把此學院評為全美公立商學院第52名。

## 系所與學位
本學院擁有五個系所：
- 會計學系
- 財務金融學系
- 資訊系統及計量科學系
- 管理學系
- 行銷學系

並提供以下學位：
學士
- 會計
- 農業商學
- 經濟
- 能源商務
- 財務金融
- 財務金融 ─ 不動產
- 一般商學
- 一般商學 ─ 國際組
- 一般商學/建築學
- 國際貿易
- 管理學
- 資訊管理
- 行銷

MBA
- 一般商學，並可選擇以下專業領域
  - 農業商學
  - 企業家精神
  - 財務金融
  - 衛生組織管理
  - 國際貿易
  - 管理與領導
  - 資訊管理
  - 行銷
  - 不動產
  - 統計

會計碩士
- 審計
- 稅務
- 會計碩士/JD

碩士
- 財務金融
- 商學統計
- 資訊管理
- 資訊管理/衛生組織管理
- 作業管理

博士
- 會計
- 財務金融
- 商學統計
- 資訊系統
- 作業管理
- 管理學
- 行銷

## 外部連結
- 官方網站
- AACSB名單